# Robin Williams: Come Inside My Mind
Robin Williams: Come Inside My Mind er en amerikansk dokumentarfilm fra 2018, der er skabt af Marina Zenovich for HBO.